# Kete (Ethnie)
Die Kete  (auch Bakete) sind eine Ethnie aus der Demokratischen Republik Kongo. Sie sind ein Teil der Luba-Kasai. Die Kete sprechen eine eigene Sprache Kete bzw. Tshikete; ISO 639-3 'kcv'.
Die Kete haben sich der Kuba-Föderation angeschlossen. Um 1920 wurde ihre Zahl auf 35.000 geschätzt.